# راكن عليا (مقاطعة دورود)
راكن عليا (بالفارسية: راکن علیا) هي قرية تقع في قسم دورود الريفي (مقاطعة دورود) في إيران. يقدر عدد سكانها بـ 23 نسمة بحسب إحصاء 2016.